# هورست باير
هورست باير (بالألمانية: Horst Beyer)‏ هو منافس ألعاب قوى ألماني، ولد في 5 يناير 1940 في نويمونستر في ألمانيا، وتوفي في 9 ديسمبر 2017 في هامبورغ في ألمانيا.

## وصلات خارجية
- هورست باير على موقع الاتحاد الدولي لألعاب القوى (الإنجليزية)
- هورست باير على موقع اللجنة الأولمبية الدولية (الإنجليزية)
- هورست باير على موقع أوليمبيديا (الإنجليزية)